# Городцы (Брянская область)
Городцы — деревня в Трубчевском районе Брянской области России. Административный центр и единственный населённый пункт Городецкого сельского поселения.

## География
Расположен на юге региона, в Среднем Подесенье, на реке Десне, в 2 км от города Трубчевск, примерно в 95 км к югу от Брянска.
Климат
Климат умеренно континентальный.

## История
Решением Брянского сельского облисполкома от 8 сентября 1964 года деревни Передние Городцы, Средние Городцы и Верхние Городцы объединены в один населённый пункт — деревня Городцы.

## Население
| 2010  | 2012  | 2013  | 2014  | 2015  | 2016  | 2017  | 2018  | 2019  |
| ----- | ----- | ----- | ----- | ----- | ----- | ----- | ----- | ----- |
| 2696  | ↗2717 | ↘2697 | →2697 | ↘2654 | ↘2636 | ↗2637 | ↘2587 | ↘2549 |
| 2020  | 2021  |       |       |       |       |       |       |       |
| ↘2513 | ↗2538 |       |       |       |       |       |       |       |

## Инфраструктура
Личное подсобное хозяйство.

## Транспорт
Доступен автотранспортом.